# Memphis Championship Wrestling
La Memphis Championship Wrestling è stata una federazione di wrestling statunitense con sede nella città di Memphis (Tennessee), fondata il 20 febbraio 2000 da Terry Golden e scioltasi il 14 giugno 2001.
Per tutta la sua esistenza, la MCW è stata un territorio di sviluppo della World Wrestling Federation.

## Titoli
- MCW Southern Heavyweight Championship
- MCW Southern Tag Team Championship
- MCW Hardcore Championship
- MCW Southern Light Heavyweight Championship